# شاخص اس‌اس‌ئی ۵۰
شاخص اس‌اس‌ئی ۵۰ (انگلیسی: SSE 50 Index) شاخص بازار بورس شانگهای است، که در سال ۲۰۰۴ راه‌اندازی شد و هم‌اکنون از ۵۰ شرکت تشکیل می‌شود.